# Леонардо Силаурен
Леонардо Силаурен (на испански: Leonardo Cilaurren) е испански футболист, полузащитник.

## Кариера
Силаурен играе за испанските отбори Аренас и Атлетик Билбао. През 1939 г. преминава в Ривър Плейт, където играе 19 мача и вкарва 3 гола. След това играе за уругвайския Пенярол и за Реал Еспаня от Мексико, където е част от отбора, спечелил титлата през сезон 1943/44, мексиканската купа през 1944/45, и две мексикански суперкупи през 1944 и 1945 г.

### Национален отбор
Силаурен играе 14 мача за испанския национален отбор между 1931 и 1935 г. Той също така участва на Световното първенство по футбол през 1934 г.